# Compsa inconstans
Compsa inconstans är en skalbaggsart som beskrevs av Pierre Émile Gounelle 1909. Compsa inconstans ingår i släktet Compsa och familjen långhorningar. Inga underarter finns listade i Catalogue of Life.